# Zyprische Biene
Die Zyprische Biene (Apis mellifera cypria Pollmann, 1879) ist eine ursprünglich auf Zypern beheimatete Rasse der Westlichen Honigbiene.

## Verbreitung
Die Art kommt sicher auf Zypern vor. Die genaue Abgrenzung des Verbreitungsgebietes gegenüber anderen Unterarten ist noch ungenügend bekannt. Die Zyprische Biene wurde von Friedrich Ruttner zu den Bienen des Vorderen Orients gezählt, ist nach genetischen Untersuchungen aber zur C-lineage zu zählen.

## Verhalten
Bekannt ist die besondere Verteidigungsstrategie der Zyprischen Biene gegen die Orientalische Hornisse. Dabei attackieren die Bienen bevorzugt deren Hinterleib, wo sich die lebenswichtigen Atemlöcher der Hornisse befinden.